# Вулиця Академіка Янгеля (Київ)
Ву́лиця Акаде́міка Я́нгеля — вулиця в Солом'янському районі міста Києва, місцевості Шулявка, Казенні дачі. Пролягає від Берестейського проспекту до Борщагівської вулиці. 
Прилучаються вулиці Сім'ї Бродських, Михайла Брайчевського, Політехнічна, Олекси Тихого, а також провулки Польовий та Оксани Вороніної.

## Історія
Вулиця виникла на початку XX століття під назвою Дачна. Від 30-х років — частина Польової вулиці (до 1955 року — разом з Політехнічною вулицею, у 1958—1981 роках — разом з теперішньою Польовою вулицею, що проходить між вулицями Борщагівською й Августина Волошина). У 1981 році відокремлена в самостійну вулицю під сучасною назвою на честь науковця М. К. Янгеля.

## Установи
- Допоміжна школа-інтернат № 2 (буд. № 2/12)
- Гуртожиток НТУУ «КПІ» № 1 (буд. № 5)
- Гуртожиток НТУУ «КПІ» № 4 (буд. № 7)
- Гуртожиток НТУУ «КПІ» № 6 (буд. № 18/20)
- Гуртожиток НТУУ «КПІ» № 3 (буд. № 22)
- Гуртожиток НТУУ «КПІ» № 8 (буд. № 20)
- Гуртожиток НТУУ «КПІ» № 9 (буд. № 16/2)
- Міжконфесійний храм Святителя Миколи Чудотворця (буд. № 5)

## Пам'ятники та меморіальні дошки
- буд. № 2/6 — меморіальна дошка М. К. Янгелю. Відкрита у 1981 році, скульптор В. І. Зноба, архітектор Т. Г. Довженко.
- буд. № 5 — пам'ятник героям Небесної сотні
- буд. 14/1 — меморіальна дошка кардіохірургу, Герою України Геннадію Книшову, який жив у будинку з 1980 по 2015 роки[2].

## Галерея

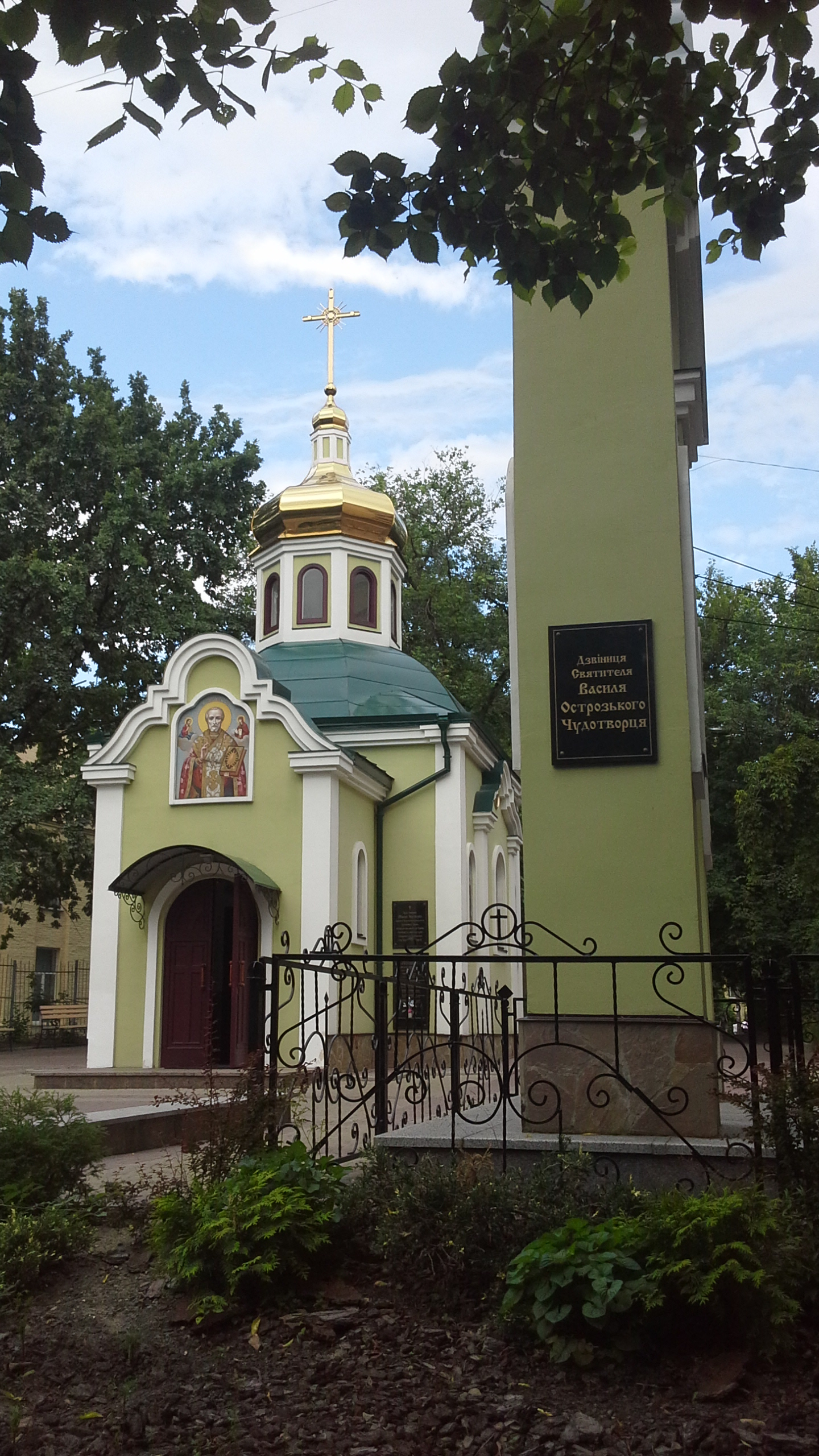
Міжконфесійний храм Святителя Миколи Чудотворця
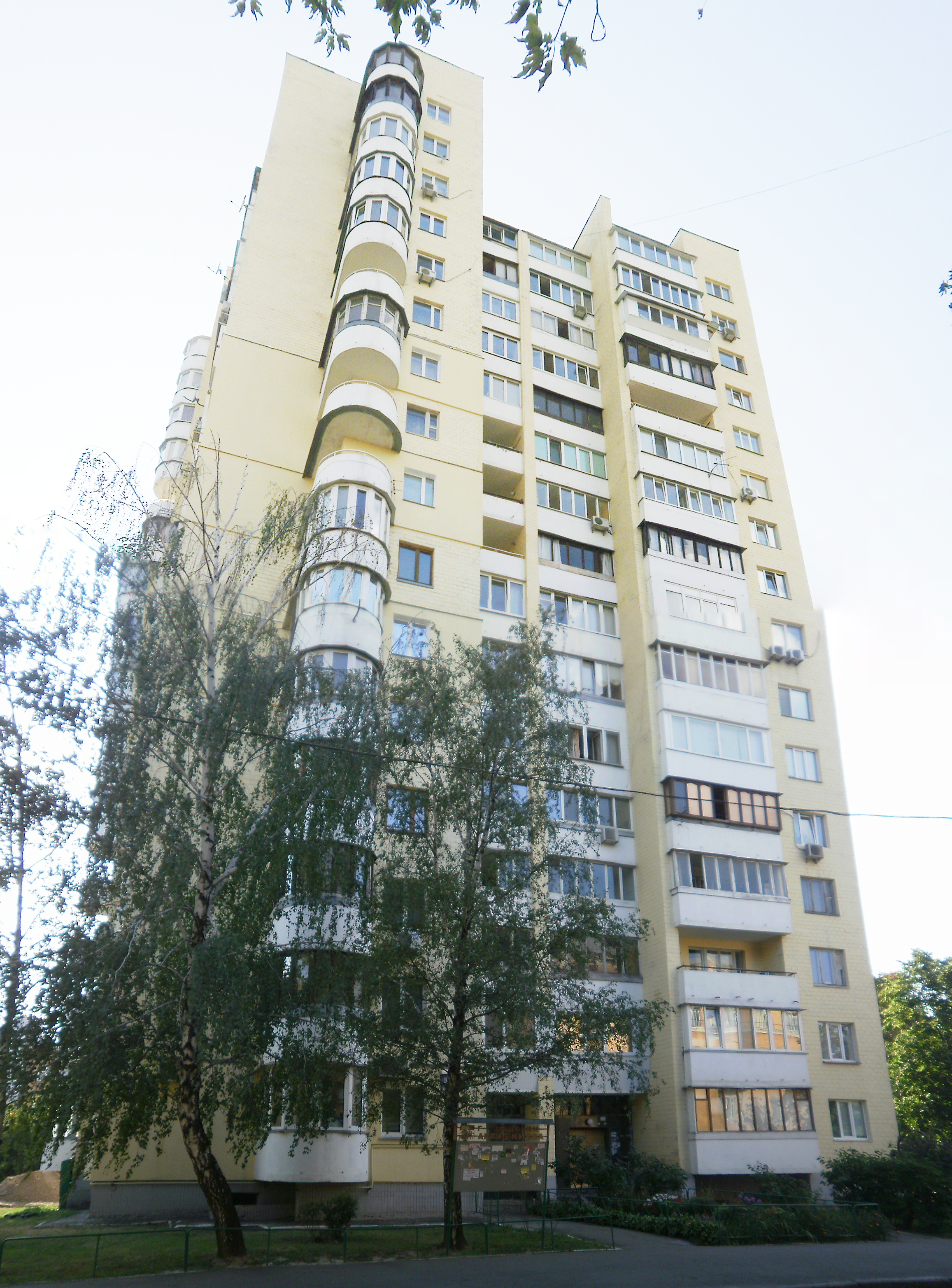
№ 14/1 — 16-поверховий будинок архітектора В. Л. Суворова